# Messeguera
La messeguera és una varietat de cep blanca. És una planta rústica que s'adapta bé a diferents sòls i climes, de maduració tardana i resistent a la sequera. El raïm és menut i no gaire compacte. El gra és gros, amb forma ovoide, de gust aspre poc dolç, de color groc verdós, de pell fina i polpa tova.
El vi de raïm messeguera és fruitós, aromàtic, de color groc pàl·lid, graduació moderada (11,5º) i acidesa equilibrada. S'elaboren tant vins novells com generosos.
L'origen etimològic és incert. Probablement està relacionat amb messeguer, és a dir, 'guarda messes' o 'guardacamps'. Com a variants fonètiques també s'utilitza marsaguera o merseguera i, per alteració, masteguera o màstec. Altres sinònims són: escanyavells, escanyavella, esquitxagós, matavells, matavella, planta borda i sitjà.
És una varietat tradicional del País Valencià, cultivada sobretot a la zona comarca dels Serrans. És una de les varietats principals a les DO Alacant, DO Utiel-Requena i DO València (subzona de l'Alt Túria).